# 男系
男系（だんけい）とは、男親（父方）のみを辿る血統、男子のみで連絡する血統をいう。対義語は女系（じょけい）。君主や家系当主などの地位の継承といった事柄に関連してしばしば用いられる語である。男系とは、父と子のつながりによる系統的な関係のこと。

## 概要

### 日本（皇室）

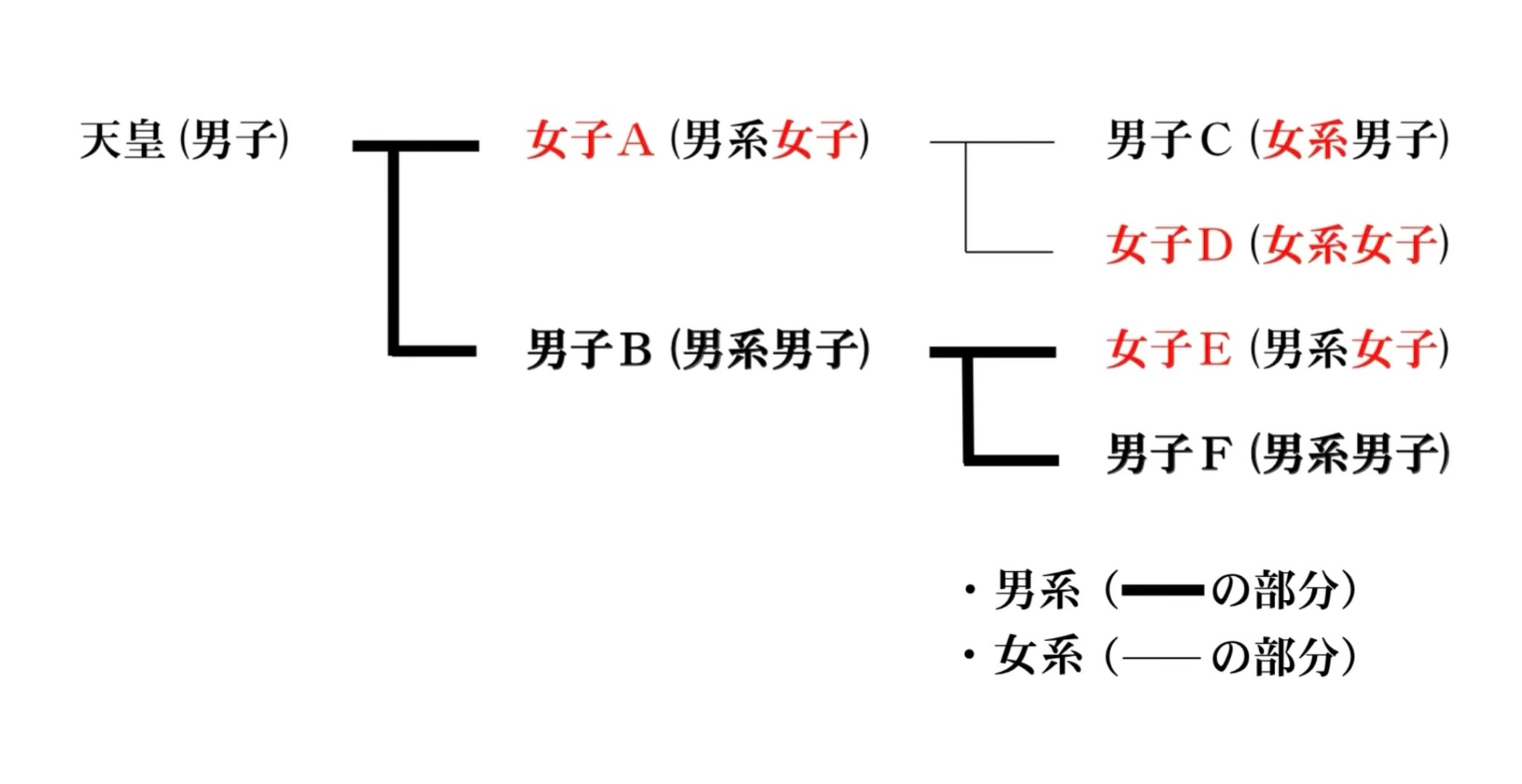
皇室の男系と女系。

日本の皇室における男系とは、歴代の男性天皇のいずれかと男子のみで血が繋がることである。皇室においては、歴代の天皇は全て男系男子の天皇または男系の女性天皇である。現行の皇室典範では、皇位継承の資格者は「皇統に属する男系の男子」と定められている。
天皇の皇位は歴史上、例外なく男系により継承されてきている（男系継承）。
日本には推古天皇のような八方十代の女性天皇が存在したが、その全てが男系の血筋である。

### ヨーロッパ
現代のヨーロッパの君主国において、男系継承の制度を維持している国はリヒテンシュタインのみである。リヒテンシュタインでは、憲法第3条の委任によるリヒテンシュタイン侯爵家家憲により、侯爵位はヨーハン1世の系統に属する最長系の長男が継承すると規定されている。これにより、ヨーハン1世の男系男子のみが侯爵位の継承権者となっている。
また、侯爵家に男系の男子がいなくなった場合に、最後の侯爵は例外的に侯太子（Erbprinz）となる養子を取る権限を有している。
なお、男子優先の直系長子継承を現在採用しているモナコとスペインの内、モナコは過去に女系による継承が行われており、スペインはブルボン家の男系を維持しているものの、現国王の子が女性のみであるため、将来の女系移行がほぼ確定している。

### イスラーム世界
イスラーム世界における君主制の国々では、現在でも王位継承権は男系男子に限るのが一般的である。
イスラーム世界の君主国には、ブルネイ、マレーシア、モロッコ、アラブ首長国連邦、オマーン、カタール、クウェート、サウジアラビア、バーレーン、ヨルダンの10カ国があるが、そのうち、マレーシアとクウェート（いずれも選挙君主制）を除く8カ国が男系男子による継承を維持している。